# Paul Arizin
Paul Joseph Arizin (Filadelfia, 9 aprile 1928 – Springfield, 12 dicembre 2006) è stato un cestista statunitense, professionista nella NBA fra anni cinquanta e sessanta.
È stato campione NBA nel 1956 e 10 volte NBA All-Star. Eletto nella lista dei 50 migliori giocatori del cinquantenario della NBA, è entrato nella Basketball Hall of Fame nel 1978.

## Caratteristiche tecniche
Dotato di un atletismo fuori dal comune fra i giocatori dell'epoca, si rivelò, oltre che buon rimbalzista, anche eccellente realizzatore: fu due volte miglior marcatore della lega, nel 1951-1952 e nel 1956-1957. La sua arma più temibile era il jump shot, tecnica, al tempo innovativa, che consiste nel saltare e tirare in fase di volo.

## Carriera

### College
Affetto fin dall'infanzia da una malformazione polmonare, Arizin fu costretto per tutta la giovinezza a rinunciare alla pratica agonistica e limitandosi a partecipare ai tornei di tipo amatoriale, non riuscendo a far parte della squadra alla high school. Si iscrisse alla Villanova University, dove fu invitato a provare ad entrare nella formazione di basket, ed in soli tre anni riuscì a diventare il miglior realizzatore della NCAA.

### NBA
Nel Draft 1950 fu scelto da Philadelphia, e si mise in mostra già nella sua stagione da rookie, sfiorando la doppia doppia di media. Nel 1952, convocato per l'All-Star Game, venne eletto MVP dell'evento, fu incluso nel 1º quintetto dell'anno (cosa che si ripeterà anche nel 1956 e 1957) e chiuse la stagione come miglior marcatore della NBA.
Dopo il 1952 saltò tre anni a causa del richiamo nel corpo della Marina militare per la guerra di Corea. Al ritorno, nella stagione 1956, sempre ai Warriors, si riconfermò come una delle figure di primissimo ordine del campionato e condusse la squadra alla vittoria del titolo con un deciso 4-1 contro i Fort Wayne Pistons. Nel 1957 guidò nuovamente la classifica dei realizzatori.

### EPBL
Al termine della stagione 1961-62 Arizin abbandonò la NBA dopo 10 anni, 713 partite e le medie di 22,8 punti e 8,6 rimbalzi a partita. Spese ancora tre stagioni giocando nella lega semiprofessionistica EPBL (Eastern Professional Basketball League), dove vinse il titolo nel 1964. Si ritirò definitivamente dal basket nel 1965.
Morì a 78 anni, nel sonno, a Springfield, in Pennsylvania.

## Statistiche
| † | Denota le stagioni in cui ha vinto il titolo |
| * | Primo nella lega                             |

### NBA

#### Regular Season
| Anno       | Squadra          | PG  | PT | MP    | TC%   | 3P% | TL%  | RP   | AP  | PRP | SP | PP    |
| ---------- | ---------------- | --- | -- | ----- | ----- | --- | ---- | ---- | --- | --- | -- | ----- |
| 1950-1951  | Philad. Warriors | 65  | -  | -     | 40,7  | -   | 79,3 | 9,8  | 2,1 | -   | -  | 17,2  |
| 1951-1952  | Philad. Warriors | 66* | -  | 44,5* | 44,8* | -   | 81,8 | 11,3 | 2,6 | -   | -  | 25,4* |
| 1954-1955  | Philad. Warriors | 72  | -  | 41,0* | 39,9  | -   | 77,6 | 9,4  | 2,9 | -   | -  | 21,0  |
| 1955-1956† | Philad. Warriors | 72  | -  | 37,8  | 44,8  | -   | 81,0 | 7,5  | 2,6 | -   | -  | 24,2  |
| 1956-1957  | Philad. Warriors | 71  | -  | 39,0  | 42,2  | -   | 82,9 | 7,9  | 2,1 | -   | -  | 25,6* |
| 1957-1958  | Philad. Warriors | 68  | -  | 35,0  | 39,3  | -   | 80,9 | 7,4  | 2,0 | -   | -  | 20,7  |
| 1958-1959  | Philad. Warriors | 70  | -  | 40,0  | 43,1  | -   | 81,3 | 9,1  | 1,7 | -   | -  | 26,4  |
| 1959-1960  | Philad. Warriors | 72  | -  | 36,4  | 42,4  | -   | 79,8 | 8,6  | 2,3 | -   | -  | 22,3  |
| 1960-1961  | Philad. Warriors | 79* | -  | 37,2  | 42,5  | -   | 83,3 | 8,6  | 2,4 | -   | -  | 23,2  |
| 1961-1962  | Philad. Warriors | 78  | -  | 35,7  | 41,0  | -   | 80,5 | 6,8  | 2,6 | -   | -  | 21,9  |
| Carriera   | Carriera         | 713 | -  | 38,4  | 42,1  | -   | 81,0 | 8,6  | 2,3 | -   | -  | 22,8  |

#### Playoffs
| Anno     | Squadra          | PG | PT | MP   | TC%  | 3P% | TL%  | RP   | AP  | PRP | SP | PP   |
| -------- | ---------------- | -- | -- | ---- | ---- | --- | ---- | ---- | --- | --- | -- | ---- |
| 1951     | Philad. Warriors | 2  | -  | -    | 51,9 | -   | 81,3 | 10,0 | 1,5 | -   | -  | 20,5 |
| 1952     | Philad. Warriors | 3  | -  | 40,0 | 45,3 | -   | 87,9 | 12,7 | 2,7 | -   | -  | 25,7 |
| 1956†    | Philad. Warriors | 10 | -  | 40,9 | 45,0 | -   | 83,8 | 8,4  | 2,9 | -   | -  | 28,9 |
| 1957     | Philad. Warriors | 2  | -  | 11,0 | 37,5 | -   | 60,0 | 4,0  | 0,5 | -   | -  | 4,5  |
| 1958     | Philad. Warriors | 8  | -  | 38,6 | 39,1 | -   | 77,8 | 7,8  | 2,0 | -   | -  | 23,5 |
| 1960     | Philad. Warriors | 9  | -  | 41,2 | 43,1 | -   | 87,3 | 9,6  | 3,7 | -   | -  | 26,3 |
| 1961     | Philad. Warriors | 3  | -  | 41,7 | 32,8 | -   | 69,7 | 8,7  | 4,0 | -   | -  | 22,3 |
| 1962     | Philad. Warriors | 12 | -  | 38,3 | 37,5 | -   | 86,3 | 6,7  | 2,2 | -   | -  | 23,2 |
| Carriera | Carriera         | 49 | -  | 38,6 | 41,1 | -   | 82,9 | 8,2  | 2,6 | -   | -  | 24,2 |

## Palmarès

### Club
- Campionato NBA: 1

Philadelphia Warriors: 1956
- Titoli EPBL: 1

Camden Bullets: 1964

### Individuale
- NCAA AP All-America First Team: 1

1950
- All-NBA First Team: 3

1951-52, 1955-56, 1956-57
- All-NBA Second Team: 1

1958-59
- NBA All-Star: 10

1951, 1952, 1955, 1956, 1957, 1958, 1959, 1960, 1961, 1962
- NBA All-Star Game Most Valuable Player Award: 1

1952
- Premio miglior giocatore EPBL: 1

1963
- Incluso tra i 10 migliori giocatori nel venticinquesimo anniversario della NBA
- Incluso tra i 50 migliori giocatori del cinquantenario della NBA
- Inserito nel NBA 75th Anniversary Team